# Зоря (Луганськ) у сезоні 1991
Огляд виступів футбольного клубу «Зоря» (Луганськ) у сезоні 1991 року.

## Чемпіонат СРСР
Підсумкова таблиця західної буферної зони Другої ліги чемпіонату СРСР з футболу.
|     | Команда                    | І  | В  | Н  | П  | М+ | М- | О  |
| --- | -------------------------- | -- | -- | -- | -- | -- | -- | -- |
| 1.  | «Карпати» (Львів)          | 42 | 24 | 11 | 7  | 47 | 27 | 59 |
| 2.  | «Зоря» (Луганськ)          | 42 | 26 | 5  | 11 | 69 | 34 | 57 |
| 3.  | «Кяпаз» (Гянджа)           | 42 | 26 | 4  | 12 | 48 | 48 | 56 |
| 4.  | «Нива» (Тернопіль)         | 42 | 25 | 6  | 11 | 56 | 29 | 56 |
| 5.  | «Нива» (Вінниця)           | 42 | 21 | 7  | 14 | 54 | 40 | 49 |
| 6.  | «Торпедо» (Таганрог)       | 42 | 19 | 9  | 14 | 46 | 30 | 47 |
| 7.  | «Торпедо» (Запоріжжя)      | 42 | 18 | 10 | 14 | 63 | 50 | 46 |
| 8.  | «Волинь» (Луцьк)           | 42 | 19 | 7  | 16 | 46 | 33 | 45 |
| 9.  | «Тигина-Апоель» (Бендери)  | 42 | 18 | 8  | 16 | 49 | 39 | 44 |
| 10. | СКА (Одеса)                | 42 | 18 | 7  | 17 | 46 | 42 | 43 |
| 11. | «Карабах» (Агдам)          | 42 | 20 | 2  | 20 | 20 | 47 | 42 |
| 12. | «Дніпро» (Могильов)        | 42 | 18 | 6  | 18 | 47 | 37 | 42 |
| 13. | «Кремінь» (Кременчук)      | 42 | 16 | 9  | 17 | 56 | 50 | 41 |
| 14. | «Зоря» (Бєльці)            | 42 | 16 | 7  | 19 | 63 | 82 | 39 |
| 15. | «Суднобудівник» (Миколаїв) | 42 | 15 | 8  | 19 | 61 | 55 | 38 |
| 16. | «Динамо» (Брест)           | 42 | 14 | 9  | 19 | 50 | 50 | 37 |
| 17. | «Спартак» (Нальчик)        | 42 | 15 | 6  | 21 | 51 | 67 | 36 |
| 18. | «Галичина» (Дрогобич)      | 42 | 14 | 7  | 21 | 42 | 66 | 35 |
| 19. | «Ворскла» (Полтава)        | 42 | 10 | 11 | 21 | 39 | 60 | 31 |
| 20. | КІМ (Вітебськ)             | 42 | 11 | 8  | 23 | 43 | 55 | 30 |
| 21. | «Гоязан» (Казах)           | 42 | 13 | 2  | 27 | 29 | 61 | 28 |
| 22. | «Хімік» (Гродно)           | 42 | 7  | 9  | 26 | 32 | 55 | 23 |

## Кубок СРСР
1/32 фіналу
| 17 квітня 1991 |

| «Зоря» (Луганськ) | +:- | «Лорі» (Кіровакан) |
| ----------------- | --- | ------------------ |
|                   |     |                    |

|  |

1/16 фіналу
| 1 липня 1991 |

| «Спартак» (Нальчик)                             | 5:0  | «Зоря» (Луганськ) |
| ----------------------------------------------- | ---- | ----------------- |
| Куготов ?', ?' Ташев ?' Гоплачов ?' Джансуєв ?' | звіт |                   |

| «Спартак» (Нальчик) Арбітр: Гуш (Павлодар) |

## Статистика
- Старший тренер — Анатолій Куксов.
- Начальник команди — Віктор Кузнецов.
- Тренери — Анатолій Шакун, Олександр Шигидін.

| Гравець             | Чемпіонат | Чемпіонат | Кубок    | Кубок    |
| Гравець             | Ігри      | Голи      | Ігри     | Голи     |
| Воротарі            | Воротарі  | Воротарі  | Воротарі | Воротарі |
| ------------------- | --------- | --------- | -------- | -------- |
| Андрій Нікітін      | 41        | 33п       |          |          |
| Валерій Серченко    | 5         | 1п        | 1        | 5п       |
| Захисники           |           |           |          |          |
| Геннадій Литвинов   | 40        |           |          |          |
| Ігор Фокін          | 40        | 7         |          |          |
| Сергій Мірошкін     | 37        |           |          |          |
| Володимир Бєдний    | 33        | 4         |          |          |
| Володимир Микитин   | 33        |           |          |          |
| Микола Зуєнко       | 12        |           | 1        |          |
| Геннадій Мардас     | 24        |           |          |          |
| Микола Ордулі       | 4         |           |          |          |
| Михайло Родіоненко  |           |           | 1        |          |
| Півзахисники        |           |           |          |          |
| Олександр Андрощук  | 39        |           | 1        |          |
| Олег Волотек        | 39        | 15        |          |          |
| Олексій Коробченко  | 39        | 5         |          |          |
| Валерій Решетнєв    | 29        | 1         | 1        |          |
| Андрій Порохненко   | 6         |           | 1        |          |
| Дмитро Кара-Мустафа | 4         |           | 1        |          |
| Віталій Поляков     | 1         |           |          |          |
| Віталій Патронов    |           |           | 1        |          |
| Павло Ветчинніков   |           |           | 1        |          |
| Віктор Кузнецов     |           |           | 1        |          |
| Нападники           |           |           |          |          |
| Юрій Колесников     | 38        | 3         |          |          |
| Володимир Фурсов    | 38        | 13        |          |          |
| Олександр Севідов   | 36        | 19        |          |          |
| Сергій Божко        | 11        | 1         |          |          |
| Дмитро Курбатський  | 4         |           |          |          |
| Олександр Малишенко | 2         |           |          |          |
| Анатолій Язовой     |           |           | 1        |          |
| Дмитро Черенков     |           |           | 1        |          |

## Бомбардири
Кращі бомбардири у кожному сезоні чемпіонату СРСР:
| Сезон | Гравець                                        | Голи       |
|       |                                                |            |
| 1939  | Петро Юрченко                                  | — (Д-2)    |
| 1949  | ?                                              | — ? (Д-2)  |
| 1957  | Олександр Гулевський                           | — 8 (Д-2)  |
| 1958  | Анатолій Родін                                 | — 9 (Д-2)  |
| 1959  | Олександр Гулевський                           | — 18 (Д-2) |
| 1960  | Олександр Гулевський                           | — 30 (Д-2) |
| 1961  | Володимир Швець                                | — 10 (Д-2) |
| 1962  | Євген Волченков                                | — 21 (Д-2) |
| 1963  | Валентин Гришин                                | — 12 (Д-2) |
| 1964  | Євген Волченков Валентин Гришин                | — 8 (Д-2)  |
| 1965  | Владислав Проданець                            | — 14 (Д-2) |
| 1966  | Кирило Доронін                                 | — 7 (Д-2)  |
| 1967  | Олег Сергеєв                                   | — 8        |
| 1968  | Микола Литвинов Борис Стрельцов Анатолій Шакун | — 3        |
| 1969  | Анатолій Шакун                                 | — 9        |
| 1970  | Анатолій Лисаковський Йожеф Сабо               | — 6        |
| 1971  | В'ячеслав Семенов                              | — 7        |
| 1972  | Володимир Онищенко                             | — 10       |

| Сезон    | Гравець                             | Голи       |
|          |                                     |            |
| 1973     | Віктор Кузнецов                     | — 9        |
| 1974     | Анатолій Куксов                     | — 8        |
| 1975     | Юрій Єлісєєв                        | — 7        |
| 1976 (в) | Анатолій Куксов                     | — 3        |
| 1976 (о) | Юрій Єлісєєв                        | — 4        |
| 1977     | В'ячеслав Семенов                   | — 7        |
| 1978     | Віктор Кузнецов                     | — 8        |
| 1979     | Юрій Колесников                     | — 10       |
| 1980     | Анатолій Куксов Олександр Малишенко | — 12 (Д-2) |
| 1981     | Анатолій Куксов                     | — 9 (Д-2)  |
| 1982     | Олександр Малишенко                 | — 15 (Д-2) |
| 1983     | Олександр Малишенко                 | — 20 (Д-2) |
| 1984     | Юрій Колесников                     | — 14 (Д-2) |
| 1985     | Тимерлан Гусейнов                   | — 9 (Д-3)  |
| 1986     | Юрій Ярошенко                       | — 18 (Д-3) |
| 1987     | Федір Сорока                        | — 8 (Д-2)  |
| 1988     | Олександр Малишенко                 | — 17 (Д-2) |
| 1989     | Віктор Карачун                      | — 28 (Д-3) |
| 1990     | Юрій Бєліченко                      | — 16 (Д-3) |
| 1991     | Олександр Севідов                   | — 19 (Д-3) |

## 14 сезонів
В елітній лізі радянського футболу «Зоря» провела 14 сезонів (1967—1979). Було зіграно 412 ігор, з них: 125 перемог, 135 нічиїх, 152 поразки. Команда набрала 385 очок і посідає 20-е місце в загальному заліку.
Список гравців, які в чемпіонаті СРСР провели 50 і більше матчів:
- Віктор Кузнецов — 318
- Анатолій Куксов — 313
- Олександр Журавльов — 304
- Олександр Ткаченко — 250
- Микола Пінчук — 247
- Володимир Малигін — 232
- Володимир Абрамов — 198
- Юрій Васенін — 153
- В'ячеслав Семенов — 146
- Анатолій Шульженко — 138
- Юрій Єлісєєв — 125
- Юрій Рабочий — 111
- Володимир Білоусов — 109
- Олександр Ігнатенко — 105
- Анатолій Шакун — 105
- Юрій Ращупкін — 95
- Сергій Андрєєв — 94
- Олександр Сорокалет — 88
- Михайло Форкаш — 83
- Сергій Кузнецов — 82
- Сергій Шкляр — 80
- Віктор Стульчин — 78
- Геннадій Шилін — 74
- Анатолій Оленєв — 68
- Юрій Колесников — 67
- Михайло Фоменко — 59
- Валерій Галустов — 58
- Борис Стрельцов — 57
- Володимир Онищенко — 52
- Леонід Клюєв — 51

Список гравців, які в чемпіонаті СРСР провели від 1 до 50 матчів:
- Анатолій Лисаковський — 49
- Сергій Морозов — 48
- Володимир Фурсов — 46
- Георгій Дегтярьов — 40
- Валерій Шевлюк — 40
- Ігор Балаба — 39
- Георгій Мусієнко — 39
- Олександр Полукаров — 39
- Володимир Старков — 39
- Микола Литвинов — 38
- Валерій Сінау — 36
- Валерій Горнушкін — 31
- Олександр Малишенко — 31
- Владислав Проданець — 31
- Олександр Іванов — 30
- Микола Князев — 29
- Владислав Глухарьов — 28
- Володимир Кобзарєв — 28
- Йожеф Сабо — 27
- Юрій Ананченко — 26
- Олександр Авер'янов — 25
- Юрій Ковальов — 25
- Володимир Раздаєв — 24
- Олег Сергеєв — 24
- Борис Журавльов — 23
- Олександр Заваров — 23
- Валерій Копій — 19
- Ігор Гамула — 17
- Богдан Кесло — 17
- Микола Кисельов — 17
- Юрій Іванов — 16
- Євген Сатаєв — 16
- Віталій Дровецький — 15
- Віктор Абрамов — 13
- Касим Акчурін — 13
- Володимир Малий — 13
- Валерій Федосеєнков — 13
- Геннадій Гусєв — 12
- Кирило Доронін — 12
- Сергій Журавльов — 12
- Олександр Попов — 12
- Віктор Назаров — 11
- Анатолій Павлов — 11
- Євген Толстов — 10
- Валерій Фісенко — 9
- В'ячеслав Ізвєков — 8
- Валентин Левченко — 8
- Сергій Найденко — 8
- Анатолій Биков — 7
- Ференц Варга — 7
- Володимир Дьомушкін — 7
- Валерій Колесниченко — 7
- Анатолій Лебідь — 7
- Леонід Малий — 6
- Юрій Мелешко — 6
- В'ячеслав Першин — 6
- Віктор Галустов — 5
- Володимир Григор'єв — 4
- Валерій Музичук — 4
- Володимир Щегловський — 4
- Валерій Зубенко — 3
- Володимир Кузовлєв — 3
- Сергій Собецький — 3
- Юрій Кубишкін — 2
- Олександр Мороз — 2
- Олександр Дорофєєв — 1
- Володимир Калуга — 1
- Геннадій Лисенчук — 1
- Володимир Обедзинський — 1
- Роман Падура — 1